# Nils Norling
Nils Sigfrid Norling, född den 27 juni 1880 i Emmislövs församling, Kristianstads län, död där den 24 augusti 1956 , var en svensk socialdemokratisk tidningsredaktör, politiker och nykterhetsman.

## Biografi
Föräldrar var skräddarmästaren Ola B:son Norling och Annette Björkquist. Norling arbetade 1900-1905 som journalist i olika skånetidningar, bland annat Arbetet, var därefter redaktör för Landskronakuriren, och sedan för Arbetarbladet 1910-1948. 
Norling var ledamot av riksdagens första kammare 1919-1936 för Gävleborgs läns valkrets och han var vice ordförande för Sveriges storloge av IOGT 1920-1945.

### Skönlitteratur
- Ur portören : nyktra bitar. Örebro: Blomgren & Sandberg). 1900. Libris 1763857
- Under röda fanor : några dikter. Landskrona. 1905. Libris 2940167
- Människobarn : skisser och berättelser. Gäfle. 1912. Libris 1637774
- Göingar och annat folk : åtta novelletter. Stockholm: Eklund. 1924. Libris 1475984

### Varia
- Ungdomsrörelsen och dess uppgifter. Skånes ungdoms helnykterhetsförbund. Småskrifter ; 1. 1906. Landskrona. 1906. Libris 2940168
- August Strindberg : ett föredrag. Stockholm. 1911. Libris 3060940
- "Colonel Hickman" : en bland de märkligaste och mest imponerande gestalterna i Goodtemplarordens historia. Stockholm. 1927. Libris 2940156
- Goodtemplarorden : vad den är och vad den vill : föredrag hållet å olika platser på Åland hösten 1928. I.O.G.T:s skrifter ; 17. Helsingfors. 1929. Libris 2940157
- Den organiserade nykterhetsrörelsens betydelse för nykterhetsarbetet. I.O.G.T:s skrifter ; 21. Helsingfors. 1931. Libris 2940164
- Godtemplarordens historia och organisation : Studieplan utarb. [I.O.G.T.]. Stockholm. 1933. Libris 2940158
- Gästriklands distriktloge av I.O.G.T. : en återblick på godtemplarordens verksamhet i Gävle och Gästrikland : utarbetad i anledning av Distriktlogens 50-års jubileum 1935. [Gävle]. 1935. Libris 2940159
- Tal vid Godtemplarordens dag 1936. Stockholm. 1936. Libris 2940166
- Minnenas bygd. Hässleholm. 1937. Libris 2940161
- Till minnet av "den ädlaste bland godtemplarchefer" : tal på Godtemplarordens dag. Storlogens programtjänst ; 2. Stockholm: O. Eklund. 1937. Libris 1374274
- Bakom lyckta dörrar : några ordenshistoriska kåserier. Stockholm: O. Eklund. 1940. Libris 1374273
- Nils Ek, swedenborgarne och godtemplarne : ett litet kapitel ur de religiösa rörelsernas historia i Göingebygden. Hässleholm. 1940. Libris 2940162
- Ett par kapitel ur Bibelns saga och Sagan om ett namn. Gävle: Arbetarbl. 1941. Libris 1402578
- Hemgården i Gävle : en återblick på tio års verksamhet. Gävle: Arbetarbladet. 1944. Libris 1402576
- Godtemplarsymbolik : en kortfattad orientering. Stockholm: O. Eklund. 1945. Libris 8219607
- När Per Nymansson och Viktor Lennstrand disputerade om religionen. Kristianstad. 1945. Libris 2940163
- Original och kopior : historier ur minnet och fantasien. Stockholm: Eklund. 1945. Libris 1402577
- Episoder och data ur den socialdemokratiska arbetarrörelsens äldsta historia i Gävle. Gävle: Arbetarkommun. 1947. Libris 8427902
- "Middagscenaklet" på kafé Linnéa : något om en bit av det Gävle som varit. Gävle. 1947. Libris 2940160
- Norling, Nils (1950). ”Hälsingska riksdagsmän :”. Hälsingerunor 1950,:  sid. 69-84 : ill. 0440-0585. ISSN 0440-0585. Libris 10510301
- Den internationella Godtemplarorden : en hundraårskrönika. Stockholm: O. Eklund. 1951. Libris 8220212
- P.P.Waldenström - ett "stormcentrum" i Gävle. [Gävle]. 1952. Libris 2940165
- Ur krönikan om Fabian : [Rubr.]. [Gävle]. 1952. Libris 2940169
- Ur nykterhetsrörelsens hävder i Gävle : [Rubr.]. [Gävle]. 1952. Libris 2940170

### Redaktörskap
- I.O.G.T. 1882-1907. Minnesskrift i anledning av godtemplarordens 25-åriga verksamhet i Landskrona : red. av N. S. Norling. Landskrona. 1907. Libris 2762022
- Femtio års godtemplararbete i Sverige : en minnesskrift. Stockholm: O. Eklund. 1929. Libris 1329780
- Föreläsningsbiblioteket. Stockholm. 1932-1939. Libris 2205002